# Маслодайни култури
Маслодайните култури са растения, които се отглеждат главно за семената или плодовете, отличаващи се с високо съдържание на мазнини. Извлечените от тях масла се употребяват за храна на хората и животните, за технически цели, във фармацевтичната промишленост или парфюмерията. Растителните масла имат много важно значение за храненето на хората, тъй като са по-диетични и по-здравословни от животинските. Поради тази причина производството на растителни масла в световен мащаб непрекъснато нараства. Растителните масла са най-концентрираната форма на енергия за растителния организъм (средно 9500 кал./1 g мазнини), което е двукратно повече отколкото енергията във въглехидратите и белтъчините.
Съдържанието на мазнини, като процент от сухата маса на семената, е различно при различните култури и варира в зависимост от генотипа както следва:
- при слънчоглед – 29 – 57 %
- при сафлор – 25 – 37 %
- при фъстъци – 41 – 56 %
- при соя – 15 – 25 %
- при рапица – 45-50 %
- при сусам – 48-62 %
- при лен – 30-48 %
- при мак – 46-56 %

Кюспето, получено след извличането на маслата, има висока фуражна стойност.
Маслодайните култури се делят на 2 големи групи:
- едногодишни тревисти растения – слънчоглед, рапица, соя, фъстъци, мак, лен, рицин и др. Тези култури се отглеждат най-вече в страните с умерен климат.
- многогодишни видове – маслина, маслодайна палма, кокосова палма, обикновен орех и др. Тази група има по-широк ареал на разпространение и е характерна за страните с тропичен, субтропичен и мек умерен климат.

В света се отглеждат около 1 млрд. декара маслодайни култури, като най-голяма е площта със соята, следваната от слънчогледа, фъстъците и рапицата.
В България основната маслодайна култура е слънчогледът, а от останалите растения като маслодайни се отглеждат: рапица, фъстъци, сусам и мак. До въвеждането на слънчоглед в производството (1917 г.), българското население е употребявало главно мазнини от животински произход (мас, сланина, краве и овче масло). Внасяни са и ограничени количества от други растителни масла – главно зехтин и рапично масло. По време на румънското присъствие в Добруджа, в този район се установява традиция за отглеждане на рапица и репица, което продължава до първата половина на 50-те години.
Консумацията на растителни масла в България нараства от 830 g на глава от населението (1909 г.) на 5 kg (1936 г.), а в настоящия момент е около 18 kg. Традицията да се консумира слънчогледово масло продължава да доминира, независимо от това че на пазара се предлага голямо разнообразие от растителни масла.

## Култури, отглеждани в България
- Маслодайна роза
- Слънчоглед
- Рапица
- Фъстъци
- Соя